# Adobe Dreamweaver
Dreamweaver, anomenat oficialment Adobe Dreamweaver, és, actualment, una potent eina de desenvolupament per a web. Va ser creat originalment per Macromedia com un editor de pàgines web WYSIWYG, tot i que a poc a poc va anar incorporant suport per altres tecnologies web com CSS, JavaScript i recentment suporta llenguatges de programació de servidor (Server-side scripting) com ColdFusion, JSP, PHP, etc.
Dreamweaver està disponible per a plataformes Mac i Windows. Actualment és propietat d'Adobe, des que l'any 2005 aquesta empresa va comprar Macromedia, i és venut com a part del paquet de programari Adobe Creative Suite

## Característiques
Com a editor WYSIWYG, Dreamweaver pot amagar els detalls del codi HTML de la pàgina, permetent a "no programadors" crear pàgines i llocs web.
Macromedia va ser pionera implementant suport a fulls d'estil (CSS) així com altres formes de donar format a les pàgines sense l'ús de taules, amb la possibilitat de convertir taules a capes i viceversa.
Dreamweaver permet als usuaris disposar de vistes prèvies en múltiples navegadors, sempre que estiguin instal·lats a l'ordinador. També disposa d'algunes eines de gestió del lloc web, com la possibilitat de cercar i reemplaçar text o codi directament sobre tot el lloc web, així com l'ús i creació de plantilles per crear múltiples pàgines amb estructura similar. Disposa d'un Panell de comportaments que permet la utilització bàsica de JavaScript sense necessitat de coneixements de programació.
Dreamweaver pot utilitzar extensions, petits programes que qualsevol desenvolupador pot escriure (normalment en HTML i JavaScript). Les extensions afegeixen funcionalitats al programa per a qui vulgui descarregar-les i instal·lar-se-les. Dreamweaver està suportat per una gran comunitat de desenvolupadors d'extensions que les posen a disposició (tant lliures com comercials) per a la majoria de tasques de desenvolupament, des d'efectes simples de rollover fins a complexos carrets de compres.

## Eines per a la codificació
A partir de la versió 6, Dreamweaver suporta l'acolorit sintàctic (syntax highlighting) per als següents llenguatges d'escrípting i de programació:
- ActionScript
- Active Server Pages (ASP)
- ASP.NET
- C#
- Cascading Style Sheets (CSS)
- ColdFusion
- EDML
- Extensible HyperText Markup Language (XHTML)
- Extensible Markup Language (XML)
- Extensible Stylesheet Language Transformations (XSLT)
- HTML
- Java
- JavaScript
- JavaServer Pages (JSP)
- PHP: Hypertext Preprocessor (PHP)
- Visual Basic (VB)
- Visual Basic Script Edition (VBScript)
- Wireless Markup Language (WML)

És possible d'afegir el syntax highlighting del teu propi llenguatge de programació.
A més, també disposa d'autocompleció de codi (code completion) per a la majoria d'aquests llenguatges.

## Versions
- Dreamweaver 1.0 (Desembre del 1997; Dreamweaver 1.2 el Març del 1998)
- Dreamweaver 2.0 (Desembre del 1998)
- Dreamweaver 3.0[1] (Desembre del 1999)
- Dreamweaver UltraDev 1.0 (Juny 2000)
- Dreamweaver 4.0 (Desembre del 2000)
- Dreamweaver UltraDev 4.0 (Desembre del 2000)
- Dreamweaver MX [versió interna: 6.0] (Maig del 2002)
- Dreamweaver MX 2004 (10 de setembre del 2003)
- Dreamweaver 8 (13 de setembre del 2005)
- Dreamweaver CS3 (16 d'abril del 2007)
- Dreamweaver CS4 (23 de setembre del 2008)
- Dreamweaver CS5 (12 d'abril del 2010)